# Les Tambours de Pern
Les Tambours de Pern (titre original : Dragondrums) est un roman de science fantasy de l'écrivain américaine Anne McCaffrey et appartenant au cycle de la Ballade de Pern. C'est le troisième roman de la trilogie consacrée aux Harpistes.

## Résumé
La voix du jeune Piemur, apprenti Harpiste facétieux, vient de muer. Ne pouvant plus être chanteur, jusqu'à ce que sa voix se soit stabilisée, il devient apprenti tambour, tout en remplissant des missions pour le Maître Harpiste Robinton, en compagnie de Menolly et Sebell. Missions qui le conduiront jusqu'au continent Méridional...